# Pavone del Mella
Pavone del Mella är en ort och kommun i provinsen Brescia i regionen Lombardiet i Italien. Kommunen hade 2 770 invånare (2018).